# Tipula (Schummelia) kiddana
Tipula (Schummelia) kiddana is een tweevleugelige uit de familie langpootmuggen (Tipulidae). De soort komt voor in het Oriëntaals gebied.